# Kamasutra

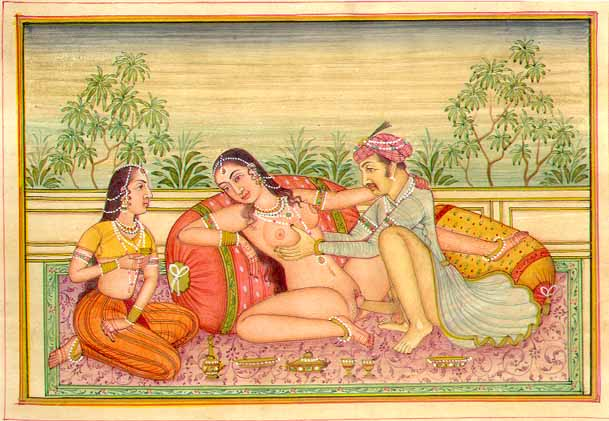
Kamasutra – Miniatura indyjska

Kamasutra, Kama Sutra, Kama (sanskryt कामसूत्र) – traktat indyjski w sanskrycie na temat seksualności i zachowań seksualnych. Pełny tytuł to vātsyāyana kāma sūtra („Aforyzmy o miłości [napisane przez] Watsjajanę”). Autorstwo tekstu przypisuje się Watsjajanie (Vātsyāyana Mallanaga) żyjącemu prawdopodobnie pomiędzy I a VI wiekiem naszej ery. Brak dokładnych danych źródłowych uniemożliwia dokładną identyfikację wieku, w którym powstał traktat – jednak jak sam autor podawał – nie była to jedyna ówcześnie znana rozprawa o miłości.
Traktat przeprowadza wszechstronną analizę współżycia seksualnego, dostarczając wielu informacji pobocznych na temat kultury, gdyż omawia nie tylko teorię i praktykę sztuki miłosnej, lecz zawiera także informacje np. o prostytucji, jej roli w życiu społecznym i kulturze dawnych Indii.
Kamasutra uważana jest za tekst filozoficzny, wzbogacający ars amandi w płaszczyźnie życia szczęśliwego. W Polsce tekst (okrojony przez cenzurę) ukazał się w roku 1933 w tłumaczeniu anonimowym, pod tytułem „Kama Sutra. Prastare skrypty hindusów”; następnie w 1985 jako „Kamasutra, czyli traktat o miłowaniu” w przekładzie z sanskrytu Marii Krzysztofa Byrskiego oraz w roku 2013, w wersji audio, w przekładzie Justyny i Roberta Malinowskich, jako „Kama Sutra”. Tłumaczenie wersji audio oparte jest na angielskim przekładzie z sanskrytu, autorstwa Sir Richarda Francisa Burtona z 1883 roku.
Kamasutra uważana jest za jeden z najobszerniejszych zbiorów pozycji seksualnych, opisujący szereg umiejętności, szczególnie kobiecych (około sześćdziesięciu), różne typy związków seksualnych, sposoby i odmiany pieszczot, klasyfikując zachowania ludzkie w odniesieniu do natury – np. w terminologii porównując mężczyzn do ogierów, byków lub zajęcy, natomiast kobiety do klaczy, słonic czy gazel. Oprócz tego tekst opiewa mniej intymne tematy ars amandi takie jak środki upiększające, kryteria wyboru partnerów do małżeństwa oraz sposoby zdobywania ich względów, opisy tradycji małżeńskich łącznie z przebiegiem nocy poślubnej, a także wskazówki dla kurtyzan.

## Zawartość
Pełny tekst:  Kama Sutry (wyd. 1933)  w Wikiźródłach 

  Pobierz jako: EPUB   • PDF   • MOBI  
Kamasutra składa się z 1250 wersów ułożonych w 36 rozdziałach, które z kolei składają się na 7 części. Według przekładów zarówno R. Burtona, jak i W. Doniger, wyróżniamy następujące części:
1. Wstęp
2. O jedności
3. O wierności
4. O żonie
5. O żonach innych ludzi
6. O kurtyzanach
7. O miłości, seksie, erotyce i intymności